# KControl
El Centro de Control KDE, también conocido como KControl, es un administrador de configuración centralizado para KDE 3. Es parte del paquete kdeadmin. Puede ser considerado la contraparte del Panel de Control de Windows en KDE. En KDE 4 KControl fue reemplazado por System Settings.
KControl tiene una arquitectura modular. La ventana está dividida en dos partes: la parte izquierda que muestra una lista de módulos disponibles (también conocidos como applets) y la derecha que muestra el módulo seleccionado.
Las aplicaciones pueden instalar su propio módulo en KControl (como hace Konqueror), aunque la gran mayoría de las aplicaciones utilizan su propio centro de configuración.
Aunque KControl era instalado por defecto en Kubuntu, esta distribución Linux utilizaba una versión no estándar, que fue rediseñada para ser similar al Administrador de Configuraciones de Mac OS X. Más tarde este configurador fue integrado en KDE 4 con el nombre de System Settings.

## Categorías
KControl presenta las siguientes categorías, dentro de las cuales se agrupan los módulos disponibles:
1. Administración del sistema
2. Aspecto y temas
3. Componentes de KDE
4. Escritorio
5. Internet y Red
6. Periféricos
7. Regional y accesibilidad
8. Seguridad y privacidad
9. Sonidos y multimedia